# راینبک
شهر راینبک (به آلمانی: Reinbek) در ایالت اشلسویگ-هل‌اشتاین در کشور آلمان واقع شده‌است.